# La pantera (serie de televisión)
La pantera es una serie de televisión colombiana producida por Universal Televisión para Caracol Televisión en el año 1992, escrita por el brasilero Vicente Sesso, adaptada para Colombia por Luis Felipe Salamanca y Dago García y dirigida por Juan Carlos Villamizar. La serie fue protagonizada por María Eugenia Parra y Jairo Camargo, y antagonizada por Alejandra Miranda. Contó además con las participaciones estelares de Leonardo Acosta, Xilena Aycardi y la extraordinaria aparición en televisión del cantante Franco de Vita.

## Sinopsis
Cristina Mendoza (María Eugenia Parra) es una campesina que huye a la ciudad desplazada por la violencia luego del asesinato de su madre. Se esconde en casa de sus familiares en la capital, y ahí es cuando conoce a Roque Delgado (Jairo Camargo), un hombre vanidoso, mentiroso, y adinerado, acostumbrado a jugar con las mujeres. Cristina empieza un noviazgo en secreto con él, pero Roque le advierte que nadie debe saber que están juntos, pues a él, que es un comerciante de mucho dinero, le da vergüenza que lo vinculen con una vil Campesina; y que bajo ninguna circunstancia debe quedar embarazada. Al comienzo y como Cristina está muy enamorada de él, acepta las condiciones de Roque, aunque se siente mal y menospreciada en un mundo de apariencias, opulencia y riquezas que la rechazan, pero confía que con el tiempo y con su amor, todo cambiará. Sin embargo, ese noviazgo de clóset con el tiempo da sus frutos y ella termina embarazada de él, así que aunque tiene miedo, decide contarle a Roque que espera un hijo suyo, pensando en que va a recibir su afecto y su apoyo, pero el hombre la humilla y hace que caiga por las escaleras. Al despertar en el hospital, las cosas no pintan nada bien para Cristina: sus familiares descubren el romance secreto con Roque, le revelan que perdió a su bebe y ¡aún peor! que nunca más podrá volver a quedar embarazada, quedará estéril, sin posibilidad de tener más hijos en el futuro. 
Destruida por dentro, ella se pone a pensar, a esperar y a meditar tranquilamente, y elabora un plan, sin afanes.
Comienza una revancha devastadora en contra de esa hipócrita sociedad que se encargó de juzgarla y señalarla por haberse enamorado de un hombre poderoso.
Cristina cambia su actitud pasiva y jura vengarse de esa sociedad que alguna vez la rechazó y ascender socialmente a costa de lo que sea, hasta acabar a todos y cada uno de sus enemigos, incluyendo al hombre que un día tanto amó.
Decide que invertirá lo que le reste de vida en rebajarlo, hacer que se arrepienta de haberse comportado tan mal con ella, enfrentará un mundo lleno de codicia que la lleva a convertirse en una mujer que piensa más rápido, se mueve más sigilosamente y se ha vuelto más fuerte, hasta ganarse el respeto entre sus enemigos y el apodo de "La Pantera".

## Reparto
- María Eugenia Parra - Cristina Mendoza
- Jairo Camargo - Roque Delgado
- Alejandra Miranda - Silvana Santamaría de Lombana
- Gustavo Londoño - Carlos Eduardo Lombana "Don Carlos"
- Leonardo Acosta - Luis Carlos Lombana "Carlucho"
- Natalia Giraldo - Doña Martha
- Xilena Aycardi - Susana  Mendoza
- Juan Carlos Arango - Lucio
- Rosemary Cárdenas - María Fernanda Lombana Santamaría
- Carmiña Martínez - Raquel
- Margalida Castro - Doña Peggy
- Rafael Bohórquez - Claudio Aguirre
- Arturo Álvarez - Teófilo Santacruz de la Portilla
- Orlando Pardo  -  Marchello Santacruz de la Portilla
- Ana María Aristizábal -  Kiki Santacruz de la Portilla
- Dago García - José María
- Franco de Vita - Franco de Vita

## Equipo de producción
- Producción Ejecutiva: Margarita Ochoa
- Ambientación: Víctor Sánchez
- Fotografía: Ernesto Rodríguez
- Script: Elena Valencia
- Libretos: Vicente Sesso
- Adaptación de libretos: Diego Armando García y Luis Felipe Salamanca
- Arreglos Musicales: Bernardo Ossa
- Edición: Diego Ospina
- Director: Juan Carlos Villamizar Delgado

## Versiones
En 2004 Caracol Televisión realiza Luna, la heredera una versión muy libre basada en "La pantera". Protagonizada por la venezolana Gaby Espino y el peruano Christian Meier y con la participación antagónica de la actriz Aura Cristina Geithner.